# Heliconilla
Heliconilla es un género de arañas cazadoras de hormigas del orden Araneae. Fue descrito por Dankittipakul, Rudy Jocqué y Singtripop en 2012.

## Especies
- H. aculeata Dankittipakul, Jocqué y Singtripop, 2012
- H. cochleata Dankittipakul, Jocqué y Singtripop, 2012
- H. crassa Dankittipakul, Jocqué y Singtripop, 2012
- H. furcata Dankittipakul, Jocqué y Singtripop, 2012
- H. globularis Dankittipakul, Jocqué y Singtripop, 2012
- H. irrorata (Thorell, 1887)
- H. mesopetala Dankittipakul, Jocqué y Singtripop, 2012
- H. oblonga (Zhang y Zhu, 2009)
- H. thaleri (Dankittipakul y Schwendinger, 2009)